# برويبا فيلافرانسا دي أورديزيا 2016
برويبا فيلافرانسا دي أورديزيا 2016 (بالإنجليزية: 2016 Prueba Villafranca de Ordizia)‏ هو سباق دراجات هوائية، وهو الموسم رقم 93 من نفس السباق، وأقيم في 25 يوليو 2016، وامتدّ لمسافة 166 كيلومتر، وهو من نوع سباق يوم واحد، وقد شارك في السباق 109 متسابقاً، ووصل إلى نهايته 79 متسابقاً.
فاز فيه بالمركز الأول سيمون ييتس، وبالمركز الثاني انجيل مادرازو، وبالمركز الثالث Alexander Vdovin ‏، والفائز حسب ترتيب السرعة Ibai Salas ‏، والفريق الفائز في ترتيب الفرق Caja Rural-Seguros RGA 2016.

## الفرق
| فرق عالمية (2)- موفيستار - Orica-BikeExchange فرق قارية محترفة (4)- كاجا رورال-سيغوروس 2016 ‏ - أندروني جوكاتولي-سيدرمك 2016 ‏ - ديلكو ‏ - UniFunvic–Pindamonhangaba ‏ فرق قارية (8)- موسم يوسكادي مورياس 2016 ‏ - Massi-Kuwait Project - Lokosphinx ‏ - Boyacá Raza de Campeones ‏ - Inteja Dominican Cycling Team ‏ - برجس بي إتش 2016 ‏ - فريق مانزانا بوستوبون 2016 ‏ - Java–Partizan Pro Cycling Team ‏ |  |
| |  |

## وصلات خارجية
- الموقع الرسمي